# Spectrum Brands
Spectrum Brands, anciennement Rayovac, est un conglomérat américain à la production diversifiée, issu à l'origine d'activités liées aux petits appareils électriques et aux piles.

## Activité
La société fabrique et vend des piles sous les dénominations Rayovac et Varta, du matériel de rasage électrique avec Remington, des produits d’entretien pour pelouses et jardins avec Spectracide et Garden Safe, des insecticides avec Cutter et Repel. Spectrum possède des sociétés de soins pour animaux : alimentation et accessoires pour aquarium et pour animaux de compagnie. Dans la division piscicole, on trouve : Tetra, Whisper, Marineland, Perfecto, Jungle, Instant Ocean, Visi-Therm et d’autres marques. Les marques pour animaux de compagnie sont : Iams (en Europe uniquement), Dingo, Lazy Pet, Wonderbox, entre autres. La division Animaux se présente sous l’appellation Spectrum United Pet Group basée à Cincinnati, Ohio.

## Historique

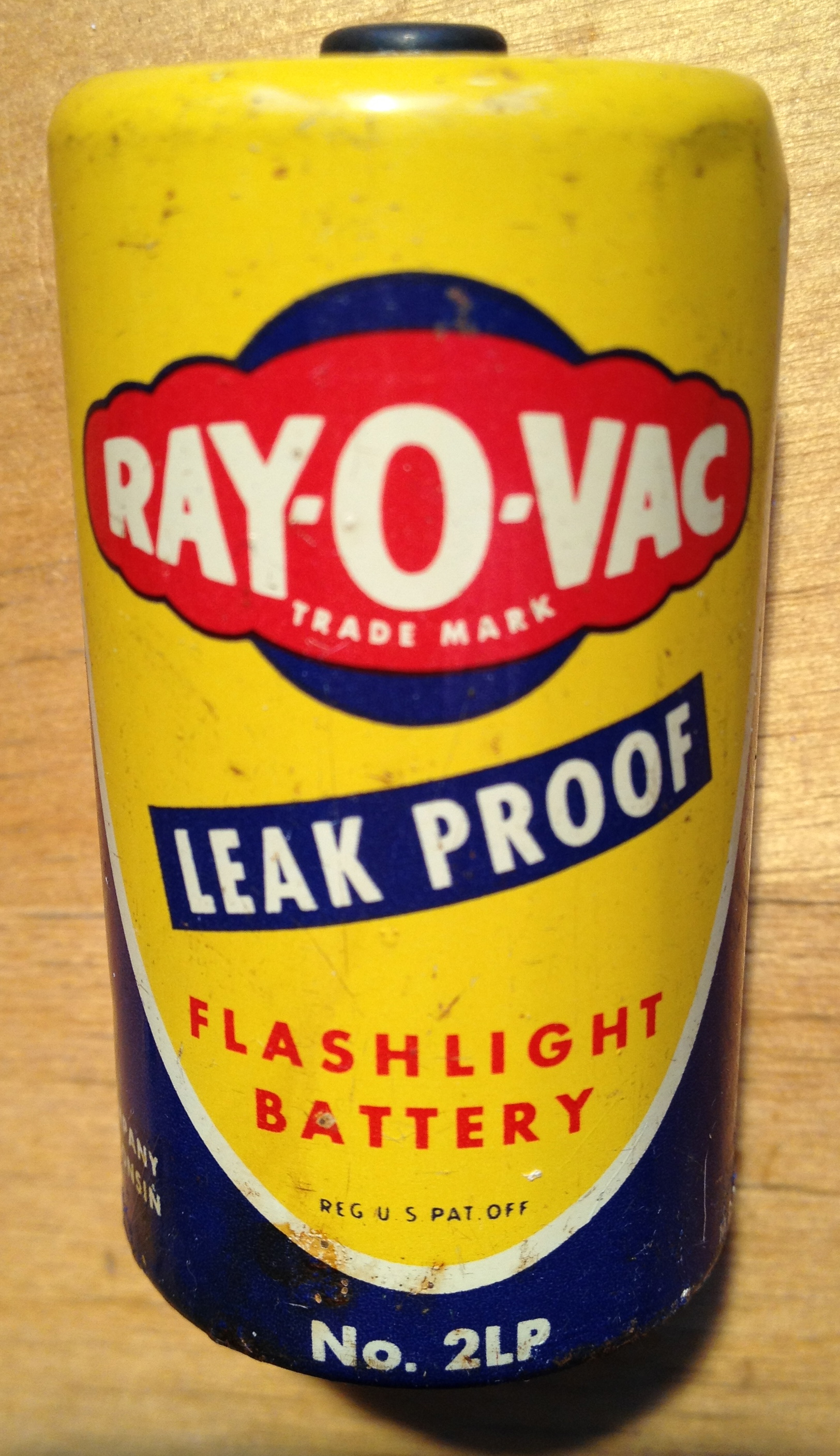
Une pile Ray o’ Vac.

Rayovac est fondée en 1906 sous le nom de French Battery, fabricant des piles chimiques, à Madison, dans le Wisconsin. Le nom de cette société faisait allusion au rayonnement des lampes à vide (vacuum lamps) qui équipaient les appareils électroniques dans l’entre-deux-guerres.  En 1930, l'entreprise change de nom pour devenir Ray-O-Vac, et peu après, l'entreprise invente la première audioprothèse en 1933. Le nouveau nom de la société est une allusion à la nouvelle technologie des tubes électroniques (vacuum tube en anglais). 
Rayovac change de nom en Spectrum Brands en 2005 après avoir acquis des sociétés d'autres secteurs d'activités comme Remington Products et United Pet Group. Rayovac a également acquis d'autres marques de piles comme Varta, Ningbo Baowang et Microlite.  

### Sous le nom Spectrum Brands
En janvier 2005, elle rachète United Industries Corporation pour 476 millions en argent et stock options. Cette société se compose des marques de produits d’entretien pour jardin Vigoro, Spectracide et Sta-Geen, d’insecticides Cutters, Hot Shot et Repel, de soins pour animaux avec Marineland, Perfecto et Eight in One. En 2005, Tetra (intervenant majeur de l’alimentation pour poissons) est acquis, par la suite la société se nomme Spectrum Brands.
Endettée, Spectrum tente de revendre la division animaux (United Pet Group) contenant des produits pour aquarium et de la nourriture avec Tetra, Marineland, Instant Ocean et Jungle, ainsi que sa division animaux avec Dingo, Firstrax, 8 in 1, et Nature’s Miracles. Le fabricant de petit électroménager Salton, détenu par l’actionnaire Harbinger Capital, se porte acquéreur de la division Animaux pour près de 692 millions de dollars, mais le projet avorte le 14 juillet 2008. Selon Forbes et The Wall Street Journal, la vente est rejetée par les dirigeants de Spectrum car, d’après leurs banquiers, les marques ont été sous évaluées.
Le 3 février 2009, Spectrum tombe sous le coup du chapitre 11 pour la protection contre la faillite. La compagnie en sort le 28 août 2009 et annonce malgré tout, chaque année, un chiffre d’affaires croissant et un plan de restructuration pour le 2e trimestre de l’année fiscale 2010.
Le 9 février 2010, Spectrum Brands annonce l'acquisition de Russell Hobbs (fabricant de petit électroménager) . Russell Hobbs inclut les Grills George Foreman, Toastmaster, Black et Deckers. 
En avril 2015, Spectrum Brands acquiert Armored AutoGroup Parent, une entreprise américaine de produits d'entretien automobile, pour 1,4 milliard de dollars.
En janvier 2018, Energizer annonce l'acquisition des activités de batteries de Spectrum Brands, incluant les marques Rayovac et Varta, pour environ 2 milliards de dollars.
En février 2018, Spectrum Brands annonce sa fusion avec HRG Group, son actionnaire principal, qui le détient à 60 %. Les autres activités de HRG group sont dans le secteur de l'assurance.
En novembre 2018, Energizer annonce l'acquisition des activités de batteries automobiles de Spectrum Brands, pour 1,25 milliard de dollars.